# Коричник
Кори́чник, или Коричный лавр (лат. Cinnamómum) — крупный род вечнозелёных растений семейства Лавровые (Lauraceae).

## Распространение и экология
В диком виде представители рода произрастают в тропических областях Юго-Восточной Азии и Австралии. Культивируется повсеместно.
Коричник — растение влажного тропического и субтропического климата, требующее большого количества осадков и значительной влажности воздуха, скорее теневыносливое, чем светолюбивое.
Лучше коричник растёт на суглинистых и супесчаных почвах.
Коричник разводят посевом семян, вегетативно, путём укоренения в теплице травянистых и полуодревесневших черенков, отводками и прививкой методом простой копулировки и окулировки.

## Ботаническое описание
Вечнозелёные деревья и кустарники с ароматичными листьями и древесиной. Крона у древовидных форм шатровидная, нередко неправильной формы. Кора обычно растрескивающаяся.
Почки за исключением некоторых видов, голые, без чешуи. Листья супротивные, ланцетно-эллиптические, светло-зелёные, гладкие, обычно кожистые, с 3 жилками, или жилкование перистое.
Соцветия цимозно-метельчатые или гроздевидные, в пазухах листьев или почти на концах веточек. Цветки мелкие, обоеполые, реже раздельнополые; околоцветник простой, состоит из короткой трубочки и 6 почти равных долей. Тычинок 9 или 12, расположенных обычно в 3 круга; стаминодиев 3, составляющих четвёртый круг; пыльники и парные желёзки у основания тычинок расположены лицевой стороной внутрь цветка у тычинок первых двух кругов и наружу — у тычинок третьего круга; пыльники четырёхгнёздные. Завязь яйцевидная, одногнездная, с одной семяпочкой.
Плод — односемянная костянка, сидящая в чашеобразном расширенном и утолщённом околоцветнике, доли которого обычно опадают. Семена без эндосперма.

## Древесина
Древесина без отчетливого разделения на ядро и заболонь, светло-желтоватая или светло-коричневая, часто с тёмными полосами или пятнами. Годичные кольца более или менее заметные, лучи хорошо заметны на радиальных распилах.
Сосуды с простыми и лестничными перфорациями. Межсосудистая поровость очередная, поры волокон простые, чрезвычайно мелкие. Древесина рассеяннососудистая с тенденцией к кольцесосудистости. Древесная паренхима обильная, редко очень скудная, вазицентричная и сомкнуто-крыловидная. В тяжах древесной паренхимы имеются крупные клетки, заполненные камедями, слизями или раневыми веществами. Лучи смешанно-гетерогенные, одно-трёхрядные.
Древесина ряда видов высоко ценится в тропической и субтропической Восточной Азии.

## Классификация

### Таксономия
Род Коричник входит в семейство Лавровые (Lauraceae) порядка Лавроцветные (Laurales).
|  |                                      |  |                                                             |                                                             |                    |  | ещё 6 семейств (согласно Системе APG II) |                    |                    |                 |
|  |                                      |  |                                                             |                                                             |                    |  |                                          |                    |                    | свыше 300 видов |
|  |                                      |  |                                                             | порядок Лавроцветные                                        |                    |  |                                          |                    | род Коричник       |                 |
|  |                                      |  |                                                             | порядок Лавроцветные                                        |                    |  |                                          |                    | род Коричник       |                 |
|  | отдел Цветковые, или Покрытосеменные |  |                                                             |                                                             | семейство Лавровые |  |                                          |                    |                    |                 |
|  | отдел Цветковые, или Покрытосеменные |  |                                                             |                                                             |                    |  |                                          |                    |                    |                 |
|  |                                      |  | ещё 44 порядка цветковых растений (согласно Системе APG II) | ещё 44 порядка цветковых растений (согласно Системе APG II) |                    |  |                                          | ещё около 55 родов | ещё около 55 родов |                 |
|  |                                      |  |                                                             | ещё 44 порядка цветковых растений (согласно Системе APG II) |                    |  |                                          |                    | ещё около 55 родов |                 |

### Виды
По информации базы данных The Plant List, род включает 342 вида. Некоторые из них:
- Cinnamomum camphora (L.) J.Presl — Камфорный лавр, или Камфорное дерево
- Cinnamomum glanduliferum (Wall.) Meissn. — Коричник железконосный, или Ложнокамфорный лавр
- Cinnamomum glaucescens Nees — Коричник сизоватый
- Cinnamomum loureiroi Nees — Вьетнамская кассия, или Коричник Лоурейра
- Cinnamomum montanum (Sw.) Bercht. & J.Presl — Коричник горный
- Cinnamomum sieboldii Meisn. — Коричник Зибольда
- Cinnamomum tamala (Buch.-Ham.) T.Nees & C.H.Eberm. — Коричник тамала
- Cinnamomum verum J.Presl typus[1] — Коричник настоящий, или Корица
- Cinnamomum wilsonii Gamble — Коричник Вильсона

Статус видов Коричник сборный (Cinnamomum aggregatum (Sims) Pilip.) и Коричник японский (Cinnamomum japonicum Siebold) пока не определён.
Вид Коричник китайский (Cinnamomum aromaticum Nees) признан синонимом вида Cinnamomum cassia (L.) J.Presl.
Вид Коричник шелковистый (Cinnamomum sericeum (Blume) Sieb.) на сайте The Plant List отсутствует.